# 종교공산주의
종교적 공산주의는 종교적 신념에 기반한 공산주의의 한 형태이다. 이 표현은 보통 일련의 유토피아적인 종교 사회를 일컫는데 이들은 사유를 자발적으로 분쇄하여 사회 혜택이 개인의 필요에 따라 분배되도록 하며 각각이 자신의 능력에 따라 노동을 하게 된다. "종교적 공산주의"라는 표현은 또한 범사회적인 공산 혁명을 추구하며 자본주의에 맞서 투쟁하는 비종교적 공산주의자들과 대열을 같이 하는 종교적 개인 및 조직들을 일컫는다.
종교계에서 "공산주의"라는 표현은 비종교적인, 18세기 프랑수아-노엘 바브프나 19세기 카를 마르크스 공산주의의 형태보다 더 초기적이다. 마르크스주의의 비종교적인 본질때문에, 정치적 우익의 많은 이들은 종교적 공산사회를 기술할 때 "공산주의"보다 공동체주의 같은 표현을 선호한다. 종교 공산주의의 분파로서는 기독교 공산주의가 있다.

## 같이 보기
- 불교 사회주의
- 기독교 아나키즘
- 기독교 공산주의
- 기독교 사회주의
- 에비온파
- 이슬람 사회주의
- 노동 시온주의
- 마르크스주의와 종교
- 마즈다크교
- 종교 사회주의
- 공상적 사회주의